# Снукер на летних Паралимпийских играх 1984
Матчи по снукеру на летних Паралимпийских играх 1984 года состояли из двух турниров среди мужчин с параличом нижних частей тела. Всего было разыграно 6 медалей.

## Результаты
| Соревнование     | Золото                     | Серебро                       | Бронза                       |
| ---------------- | -------------------------- | ----------------------------- | ---------------------------- |
| Мужской турнир 1 | Джимми Гибсон (Ирландия)   | Дж. Бьюкенен (Великобритания) | Майк Лэнгли (Великобритания) |
| Мужской турнир 2 | П. Хаслэм (Великобритания) | К. Эллисон (Великобритания)   | Т. Тейлор (Великобритания)   |